# Lesy v Česku

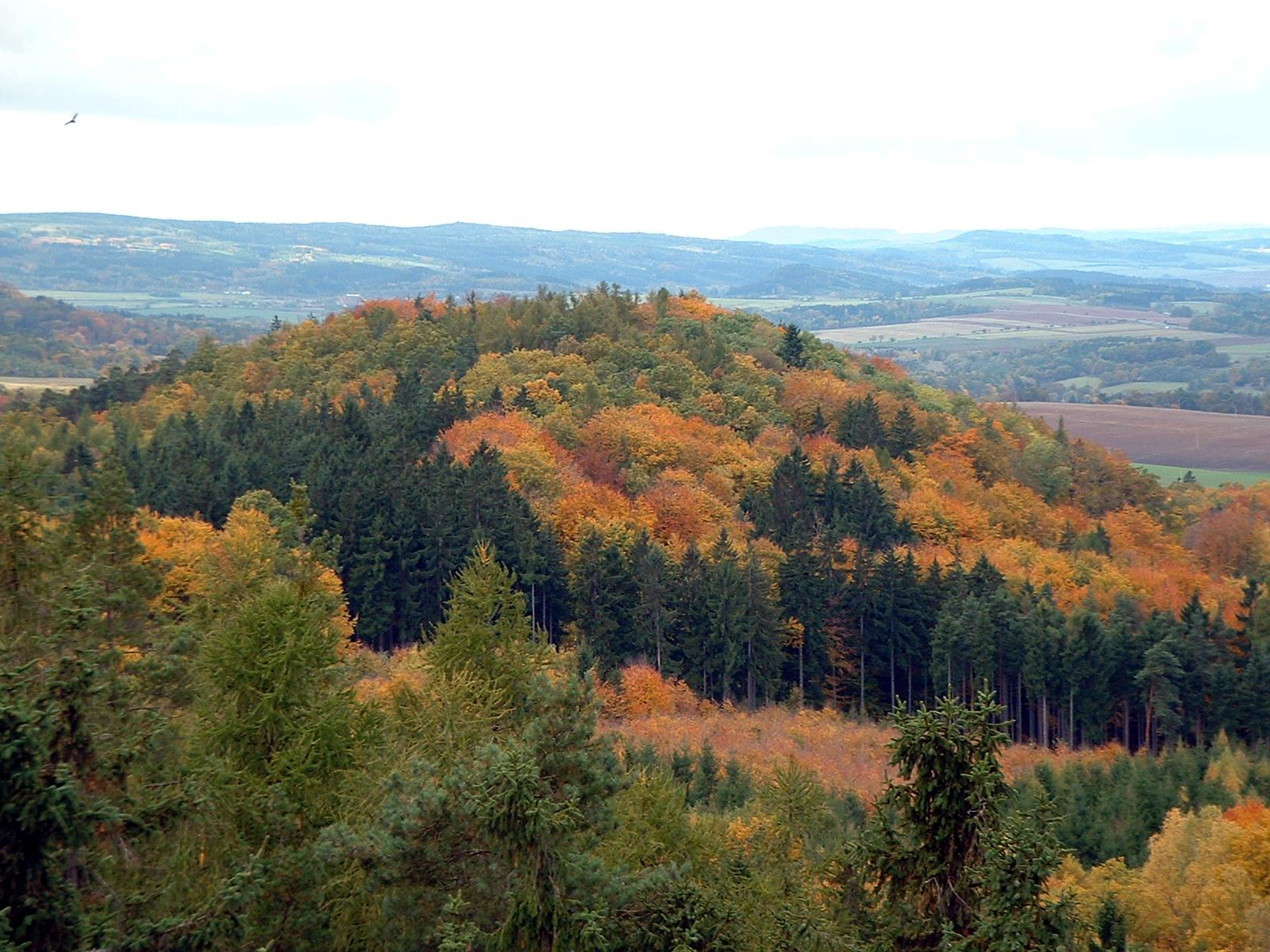
Vlčí vrch u Jesenice v okrese Rakovník

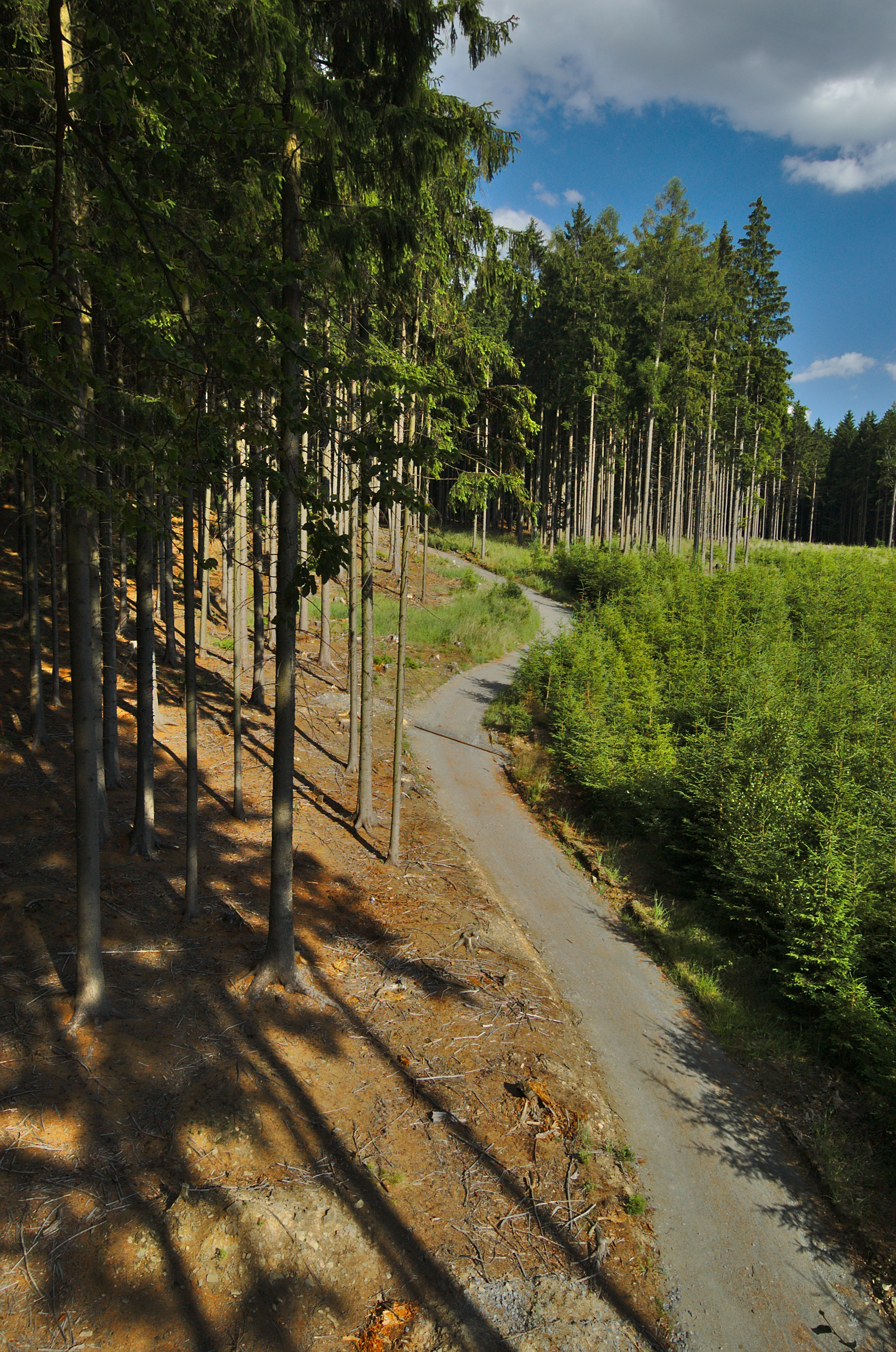
Smrková monokultura u Protivanova na Drahanské vrchovině

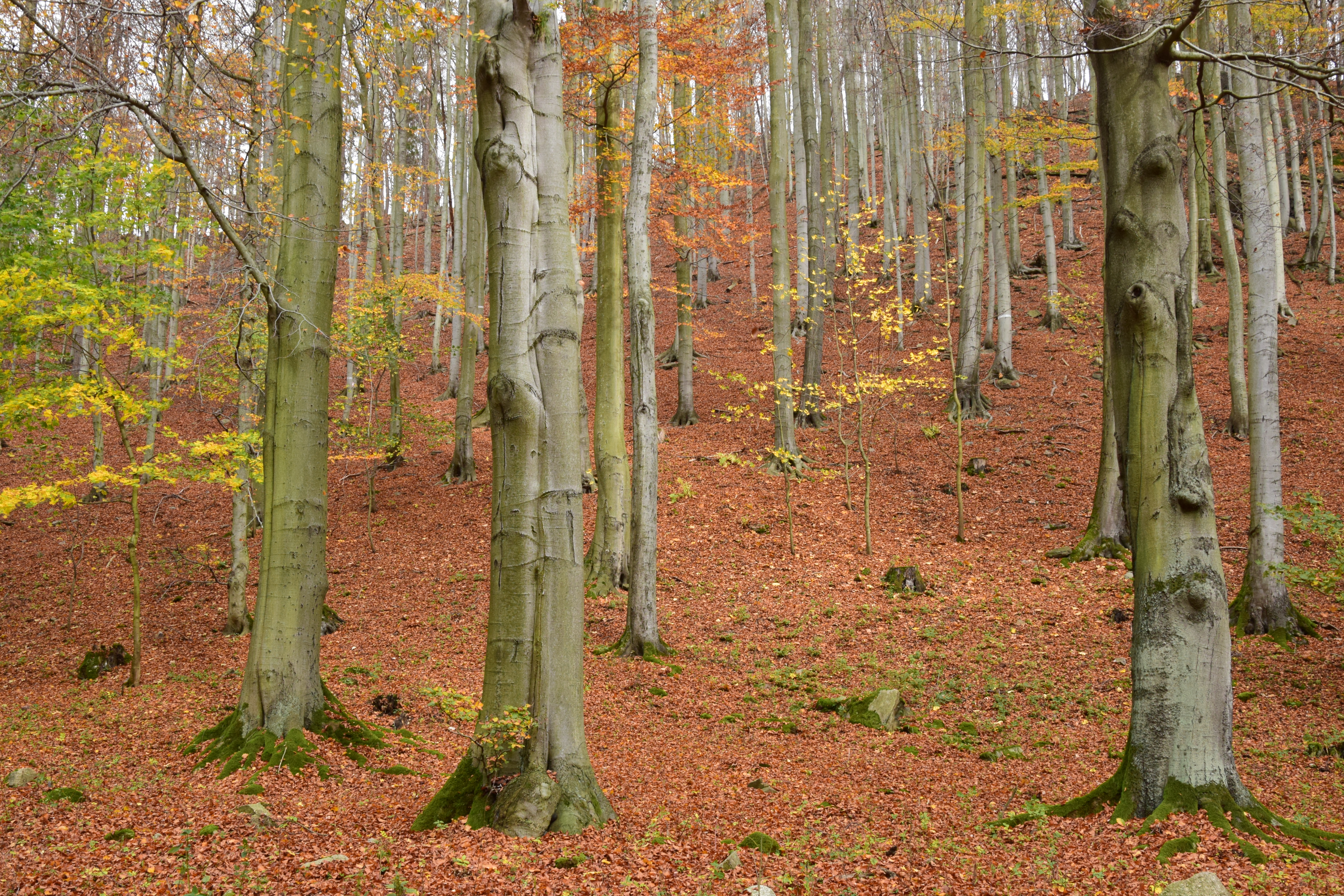
Bukový les, přírodní památka Drmaly v Krušných horách

Lesy v České republice pokrývají 33 % rozlohy státu. Z celkové výměry lesů stát spravuje 54,9 %, obce 17,2 %, kraje 0,06 %, církevní subjekty 4,4 %, družstva 1,2 %, jiné právnické osoby 3,2 % a fyzické osoby 19,3 %. Přes 70 % lesních porostů jsou lesy jehličnaté (50 % smrkové a 16 % borové), přes 27 % jsou lesy listnaté, mezi nimiž jsou nejvíce zastoupeny bukové (9 %) a dubové (7 %). Průměrná doba obmýtí v lesích mimo území národních parků se v prvních dvou desetiletích 21. století pohybuje kolem 115 let. Lesní zákon
výrazně reguluje lesní hospodaření a plnění funkcí lesa a chrání obecné užívání lesa bez ohledu na to, kdo je jeho vlastníkem.

## Lesnatost

### Legislativní vymezení pojmu les
Lesní zákon
- jako les označuje[3]
  - lesní porosty s jejich prostředím a pozemky určené k plnění funkcí lesa,
- jako „lesní pozemky“ v § 3 odst. 1 písm. a) označuje[4]
  - pozemky s lesními porosty
  - plochy, na nichž byly lesní porosty odstraněny za účelem obnovy,
  - pozemky, na nichž byly lesní porosty dočasně odstraněny na základě rozhodnutí orgánu státní správy lesů,
  - lesní průseky a nezpevněné lesní cesty, nejsou-li širší než 4 m.
- Obec s rozšířenou působností může jako příslušné „k pozemkům určeným k plnění funkcí lesa“ označit (§ 3 odst. 1 písm. b)  
  - zpevněné lesní cesty,
  - drobné vodní plochy,
  - ostatní plochy,
  - pozemky nad horní hranicí dřevinné vegetace (hole), s výjimkou pozemků zastavěných a jejich příjezdních komunikací, a
  - lesní pastviny a políčka pro zvěř, pokud nejsou součástí zemědělského půdního fondu a jestliže s lesem souvisejí nebo slouží lesnímu hospodářství.

Katastrální zákon definuje pojem lesní pozemek jako jeden z druhů pozemků podle § 3 odst. 2. Tento druh pozemku je pro účely katastru nemovitostí v bodu 10 přílohy katastrální vyhlášky charakterizován takto: „Pozemek s lesním porostem a pozemek, u něhož byly lesní porosty odstraněny za účelem jejich obnovy, lesní průsek a nezpevněná lesní cesta, není-li širší než 4 m, a pozemek, na němž byly lesní porosty dočasně odstraněny na základě rozhodnutí orgánu státní správy lesů.“
Pojmy „lesní pozemek“ dle lesního zákona a dle katastrální vyhlášky se tedy takřka doslovně překrývají, po obsahové stránce se tedy jedná o pojmy srovnatelné. Pojem „pozemek určený k plnění funkcí lesa“ je pojmem širším, který zahrnuje jak „lesní pozemky“, tak i „jiné pozemky“ dle lesního zákona.

### Vývoj a rozložení lesnatosti
V dobách vzniku českého státu pokrýval les většinu území. Ve 12. až 14. století docházelo v Čechách a na Moravě k intenzivnímu zakládání osad, které sebou neslo rozsáhlé žďáření a klučení lesů. Za vlády Marie Terezie byla lesnatost v českých zemích pouhých 14 %, počátkem 20. století již dosáhla 30 %.
Rozloha pozemků určených k plnění funkce lesa činí v České republice 2,69 milionů ha (34,1 % území republiky), z toho lesní pozemky 2,61 milionů ha (33,1 % území republiky). Plocha lesních pozemků v České republice trvale roste, v roce 2012 byla 2 661 889 ha a v roce 2018 byla 2 673 392, tedy nárůst rozlohy byl v průměru zhruba o 7 setin procenta ročně.
Lesnatost podle krajů (údaj udává podíl pozemků určených k plnění funkcí lesa na území kraje):
- Praha: 10,6 %
- Středočeský kraj: 27,5 %
- Jihočeský kraj: 38,1 %
- Plzeňský kraj: 40,6 %
- Karlovarský kraj: 44,0 %
- Ústecký kraj: 30,8 %
- Liberecký kraj: 45,0 %
- Královéhradecký kraj: 31,3 %
- Pardubický kraj: 29,9 %
- Kraj Vysočina: 30,6 %
- Jihomoravský kraj: 28,2 %
- Olomoucký kraj: 35,5 %
- Zlínský kraj: 40,1 %
- Moravskoslezský kraj: 35,9 %

## Druhová a věková skladba
V rámci snahy o dosažení optimální druhové skladby lesů je trvale snižován podíl jehličnatých lesů, zejména smrkových, a zvyšován podíl listnatých lesů, zejména bukových. Podíl smrkových porostů klesl z 54,1 % v roce 2000 na 50,0 % v roce 2018.
Podíl porostní lesní půdy podle druhu lesů v roce 2018 (bez lesů národních parků):
- jehličnaté 71,5 %
  - smrk ztepilý 50,0 %
  - jedle 1,2 %
  - borovice 16,2 %
  - modřín 3,8 %
  - ostatní jehličnaté 0,3 %
- listnaté 27,3 %
  - dub 7,3 %
  - buk 8,6 %
  - bříza 2,8 %
  - ostatní listnaté 8,7 %
- zbytek do 100 % jsou zejména dočasné holiny

Od druhé poloviny 20. století soustavně výrazně narůstá podíl přestárlých porostů (nad 120 let), rozloha porostů mladších 60 let je naopak dlouhodobě značně podnormální. Průměrná doba obmýtí se zvýšila z 93 let v období první republiky na 115 let v prvních dvou desetiletích 21. století (statistika za lesy mimo území národních parků).

## Kategorizace lesů
Lesní zákon člení lesy podle převažujících funkcí do tří kategorií, a to na lesy ochranné, lesy zvláštního určení a lesy hospodářské.
O zařazení lesů do kategorie lesů ochranných nebo zvláštního určení a o vyřazení z této kategorie rozhoduje orgán státní správy lesů na návrh vlastníka lesa nebo z vlastního podnětu. Lesy zvláštního určení jsou kromě toho lesy takto zařazené podle jiných zákonů (viz § 8 odst. 1 LZ), a to lesy v pásmech hygienické ochrany vodních zdrojů, v ochranných pásmech zdrojů minerálních vod, v národních parcích a přírodních rezervacích. Bezzásahový režim má v ČR 1,5 % lesů a to přesto, že stát vlastníkům lesů vyplácí náhrady za ušlý zisk. V Německu a Rakousku je to údajně okolo 10 procent.
V hospodářských lesích se zpracovávají Lesní hospodářské plány (vlastníci více než 50 ha lesa) a Lesní hospodářské osnovy (ostatní). Vlastník menšího lesa obdrží od orgánu státní správy lesů osnovu týkající se jeho lesa bezplatně, náklady na zpracování osnov hradí stát.
Ústav pro hospodářskou úpravu lesů podle geologických, klimatických, orografických a fytogeografických podmínek rozděluje lesy v České republice na 41 přírodních lesních oblastí, většinou pojmenovaných podle pohoří nebo jiných obecně známých přírodních oblastí.

## Vlastnická struktura
V letech 1918–1936 do vlastnických poměrů výrazně zasáhla první pozemková reforma. Jejími hlavními motivy bylo jak snížení rozdílů mezi latifundisty a ostatním obyvatelstvem, tak negativní náhled na vlastníky, kteří své majetky získali po bitvě na Bílé Hoře z původního vlastnictví české šlechty. Zákonem č. 32/1918 Sb. z. a n. byly obstaveny velkostatky, tzv. záborovým zákonem č. 215/1919 Sb. z. a n. pak byly větší pozemky zabrány, a to za náhradu, kterou stanovil náhradový zákon č. 329/1920 Sb. z. a n. Bez náhrady se přebíraly majetky příslušníků nepřátelských států, příslušníků bývalé panovnické rodiny habsbursko-lotrinské a další v zákoně vymezené majetky. Podle přídělového zákona č. 81/1920 Sb. z. a n. pak byly zabrané majetky, které si neponechal stát, přiděleny do vlastnictví nebo pachtu malým zemědělcům, domkářům, drobným živnostníkům, bezzemkům, a to zvláště příslušníkům československé ozbrojené moci a válečným invalidům. Proces reformy řídil a organizoval pozemkový úřad, zřízený zákonem č. 330/1919 Sb. z. a n. Reforma se postupně ve 30. letech zcela zastavila kvůli nezájmu o přidělovaný majetek.
Na základě dekretu presidenta republiky č. 12/1945 Sb., o konfiskaci a urychleném rozdělení majetku Němců, Maďarů a nepřátel republiky, bylo vyvlastněno 1,08 miliónů ha lesů, které pak byly na základě dekretu č. 25/1945 Sb. přiděleny státu, jednotkám územní samosprávy a lesním družstvům. Záborovým dekretem č. 1421/1947 Sb. byly zestátněny lesy církve a velkostatků (673 tisíc ha), zákonem č. 46/1948 Sb., o nové pozemkové reformě, byly znárodněny lesy většině individuálních vlastníků (zejména o výměře nad 50 ha) o celkové ploše 39 tisíc ha, zákonem č. 279/1949 Sb., o finančním hospodaření, byly státem převzaty lesy tehdejších národních výborů a podniků (asi 600 tisíc ha) a vládním nařízením č. 81/1958 Sb. byly převzaty do majetku státu družstevní lesy. U zbývajících lesů drobných vlastníků probíhala státem řízená odborná správa.
Navracení majetku vyvlastněného fyzickým osobám upravoval například zákon č. 87/1991 Sb., o mimosoudních rehabilitacích, zákon č. 229/1991 Sb., o úpravě vlastnického vztahu k půdě a jinému zemědělskému majetku, a zákon ČNR č. 243/1992 Sb. Restituce obecních lesů řešil zákon č. 172/1991 Sb., o přechodu některých věci z majetku České republiky do vlastnictví obcí. Jeho novela č. 114/2000 Sb. převedla dnem 1. července 2000 do vlastnictví obcí nemovitosti, které byly obcím přiděleny v letech 1945 až 1948 podle platných právních předpisů, avšak nebyly právoplatně zapsány do katastru nemovitostí. Zákon č. 95/1999 Sb., o převodu zemědělských a lesních pozemků ze státu na jiné osoby, umožnil převody státních lesních pozemků do vlastnictví obce či veřejné vysoké školy. V roce 2000 byl podle zákona č. 111/1998 Sb., o vysokých školách, proveden převod 16 tisíc ha lesních pozemků z vlastnictví státu do vlastnictví vysokých škol, které mají akreditován studijní program v oblasti lesnictví.
Vlastnictví lesa v České republice především zavazuje k řadě povinností a je omezenou řadou veřejnoprávních institutů, jako jsou veřejná přístupnost krajiny, obecné užívání lesa (zahrnující i možnost sběru lesních plodů a klestí) a obecné užívání pozemních komunikací a podle lesního zákona podléhá řadě omezení a regulací, které dopadají i na vlastníka.
Z celkové výměry lesů stát spravuje 54,9 %, fyzické osoby 19,3 %, obce 17,2 %, právnické osoby (mimo jinde uvedených) 3,2 %, církve 4,4 % a lesní družstva 1,2 %.

### Státní lesy
Mezi nejvýznamnější státní správce lesů patří:
- Lesy České republiky (1,19 mil ha, 45,52 % ze všech lesů na území státu)
- Vojenské lesy a statky (současné a bývalé vojenské újezdy, 123 tisíc ha, 4,72 %)
- Ministerstvo životního prostředí (zejména národní parky a lesy ve správě AOPK, 115 tisíc ha, 4,43 %)
- ostatní státní lesy mají rozlohu 22 tisíc ha (0,86 % ze všech lesů na území státu),[12] z toho asi 5 tisíc ha jsou lesy ve správě Kanceláře prezidenta republiky v Lánech[13]

### Nestátní lesy
Část nestátních vlastníků se sdružuje v organizaci Sdružení vlastníků obecních a soukromých lesů v ČR (SVOL). Obce a lesní družstva obcí jsou ve SVOL organizovány v komoře obecních lesů, soukromí vlastníci se podílejí na činnosti komory soukromých lesů, církevní vlastníci prostřednictvím komory církevních lesů.

#### Lesy fyzických osob
K 25. dubnu 2019 měla Komora soukromých lesů 178 členů s výměrou více než 136 tisíc ha lesa, tj. 36 % výměry lesa všech členů SVOL. 
Největší soukromý lesní majetek v ČR, o rozloze 16 500 ha, obhospodařují Colloredo-Mansfeldové, druhý největší s výměrou 10 500 ha lesů je rodinný majetek Schwarzenbergů.
Drobní vlastníci lesů většinou nejsou organizováni. Na 300 tisíc lidí v Česku vlastní kus lesa do výměry 50 hektarů. 77 % soukromých vlastníků lesů hospodaří na majetcích o velikosti do 1 hektaru, soukromé lesní majetky do 50 ha představují asi 350 tisíc ha a pouze 0,3 % soukromých vlastníků vlastní pozemky o rozloze nad 50 ha.

#### Církevní lesy
V roce 2017 uvádí Česká biskupská konference, že česká katolická církev hospodaří na více než 150 tisících ha zemědělské a lesní půdy, z toho 120 tisíc ha lesů je v majetku a péči diecézí, lesní správy jednotlivých biskupství zaměstnávají celkem 335 pracovníků a církev upřednostňuje spolupráci s místními dodavateli a zpracovateli, využívá na sezonní práce více než 1,5 tisíce dodavatelů, zejména drobných živnostníků, tj. cca 2,5 tisíce pracovníků.
Ke dni 13.10.2022 měla Komora církevních lesů SVOL 21 členů, a to nejen z řad diecézních lesů, ale také z řeholních řádů. Dohromady členové disponují majetkem větším než 140 tisíc hektarů lesa. Za církevní les se považuje pro účely členství ve SVOL les, jehož vlastníky nebo spoluvlastníky jsou výlučně církve a registrované náboženské společnosti, svazy církví a náboženských společností a právnické osoby založené církevními a náboženskými společnostmi.

#### Školní lesy
Školní lesní podnik Masarykův les Křtiny (lesní pozemky 10 265 ha) patří Mendelově univerzitě v Brně, Školní lesní podnik v Kostelci nad Černými lesy patří České zemědělské univerzitě v Praze.
Právo hospodaření mají dále školní polesí středních lesnických škol v Hranicích, Trutnově, Písku, Šluknově a Žluticích.
Školní lesy představují dohromady necelé 3 tisíce ha.

#### Krajské lesy
Krajské lesy ÚHÚL v souhrnné statistice připočítává ke státním lesům. Eviduje jich 1,7 tisíce ha, což je 0,06 % všech lesů na území státu, a jde převážně o pozemky krajských lesnických škol.

#### Obecní lesy
Na obce byly převedeny lesy zejména v rámci první pozemkové reformy za první československé republiky. Ve třicátých letech a pak ještě po skončení druhé světové války vzniklo více než 120 lesních družstev, s výměrou asi 55 tisíc hektarů. Vesměs navazovala na činnost zrušených velkostatků, jejichž majetek byl státem prodán obcím. Roku 1959 však byly obecní i družstevní lesy zestátněny. V letech 1995 a 1996 byly převedeny zpět do vlastnictví obcí, přičemž postup při převodech majetku bývalých lesních družstev stanovilo usnesení vlády ČR č. 168 ze dne 15. března 1995. Některé soudní spory o vydání majetku se však táhly až kolem 10 let.
Některé obce spravují své lesy přímo prostřednictvím odborných útvarů nebo pracovníků svého obecního úřadu, jiné si k tomu zřizují příspěvkové organizace nebo ke správě lesů zřizují s dalšími obcemi svazky obcí nebo lesní družstva, případně svěřují své lesy do správy nebo do nájmu obchodním společnostem, které vlastní buď samy, nebo je vlastní jiné osoby. Následuje seznam těch správců obecních lesů, kteří se na veřejnosti nejvíce prezentují.
Příspěvkové organizace:
- Lesy hl. m. Prahy, p.o.
- Městské lesy Dobřany p.o.
- Městské lesy Dubá, p.o.
- Městské lesy Fulnek, p.o. (nezaměňovat s organizací Správa Lesů Fulnek, spol. s r. o., která spravuje soukromé lesy)
- Obecní lesy Hrádek, p. o., Hrádek u Sušice
- Městské lesy Chomutov, p.o.
- Městské lesy Ivančice, p.o.
- Lesy města Jirkova, p.o.
- Městské lesy Liberec, p.o.
- Městské lesy Opava, p.o.
- Správa veřejného statku města Plzně, p. o., úsek lesů, městské zeleně a vodního hospodářství
- Městské lesy Znojmo p.o.
- Městské lesy Žatec p.o.

Akciové společnosti:
- Lesy města Brna a.s.
- Městské lesy Hradec Králové a.s.
- Lesy města Olomouce a.s. (v roce 2010 nahradily příspěvkovou organizaci Správa lesů města Olomouce)
- Služby města Pardubic a.s.
- Podniky města Šumperka a.s.

Společnosti s ručením omezeným:
- Městské lesy Česká Lípa spol. s r.o.
- Lesy města Český Krumlov s.r.o.
- Městské lesy Dačice s.r.o.
- Městské lesy Doksy s.r.o.
- Domažlické městské lesy spol. s r.o.
- Lesy města Dvůr Králové nad Labem s.r.o.
- Lesy města Chebu s.r.o.
- Městské lesy Chrudim, s.r.o.
- Městské lesy Jaroměř, s.r.o.
- Kašperskohorské městské lesy s.r.o.
- Městské lesy Kostelec nad Orlicí s.r.o.
- Městské lesy Kraslice spol. s r.o.
- Městské lesy a rybníky Kutná Hora spol. s r.o.
- Správa městských lesů Jihlava s.r.o.
- Lesy města Kyjova s.r.o.
- Loketské městské lesy s.r.o.
- Služby Luka, s.r.o., Luka nad Jihlavou
- Lesy města Náchoda, spol. s r.o.
- Oderská městská společnost s.r.o.
- Ostravské městské lesy a zeleň, s.r.o.
- Městská správa lesů Pelhřimov s.r.o.
- Lesy města Písku s.r.o.
- Plánské lesy s.r.o. (Planá)
- Městské lesy Prachatice s.r.o.
- Lesy města Prostějova s.r.o.
- Městské lesy Příbram s.r.o.
- Městské lesy Rakovník spol. s r.o.
- Lesy města Rokycan s.r.o.
- Městské lesy Rožnov s.r.o.
- Městské lesy Rychnov nad Kněžnou, s.r.o.
- Lesy města Šumperka, s.r.o., dceřiná společnost Podniků města Šumperka, a.s.
- Městské lesy Toužim s.r.o.
- Městské lesy a zeleň s.r.o. Valašské Meziříčí
- Městské lesy Vimperk s.r.o.
- Vlašimské městské lesy s.r.o.
- Městské hospodářství Vodňany, s.r.o.
- Městské lesy Volary s.r.o.
- Městské lesy Vsetín s.r.o.
- Městské lesy Vysoké Mýto spol. s r.o.

Lesní družstva (některá mají právní formu družstva, některá společnosti s ručením omezeným):
- Lesní družstvo Vysoké Chvojno s.r.o.: 4800 ha lesní půdy, 16 obcí: města Dašice, Holice, Týniště nad Orlicí, obce Albrechtice nad Orlicí, Býšť, Dolní Roveň, Dolní Ředice, Horní Ředice, Chvojenec, Kostěnice, Moravany, Nová Ves u Albrechtic, Ostřetín, Poběžovice u Holic, Slepotice, Vysoké Chvojno. Lesy někdejšího velkostatku Dašice, které vlastnil textilní továrník Liebig a po vytěžení je prodal kolem roku 1875 markraběti Pallavicinimu, který na nich dobře hospodařil. Při pozemkové reformě za první republiky byl majetek zestátněn a majetek byl nabídnut k odprodeji okolním obcím a městům, část majetku zakoupilo město Hradec Králové. Ministerstvo zemědělství doporučilo okolním obcím, aby se sdružily a společně nakoupily zbylou část majetku, v roce 1930 tak vznikl za tímto účelem Svazek obcí okresu holického o 21 obcích. V roce 1959 byl majetek zestátněn, vládním usnesením č. 168 z 15. 3. 1995 opět vrácen a nově ustavené Lesní družstvo Vysoké Chvojno s.r.o. opět začalo na majetku hospodařit.
- Lesní družstvo obcí Přibyslav, obhospodařuje majetek pro 44 obcí regionu Žďárska a Přibyslavska, vykonávalo služby též pro Sdružení vlastníků lesů Přibyslav. Hospodaří na pozemcích někdejšího velkostatku Zámek Žďár. V roce 2018 je zmiňováno jako největší lesní družstvo v České republice, dobou vzniku na sklonku roku 1930 patří i mezi nejstarší.[16]
- Lesní družstvo Chraňbož, založeno 22 obcemi 24. září 1934, základem byl lesní majetek 887 ha pozemků zakoupených od Nadačního fondu velkostatku Tereziánského ústavu šlechtičen na hradě Pražském a dalších 90 ha koupených od Karla Schwarzenbergra z velkostatku Orlík. V roce 1959 bylo zestátněno, v roce 1996 obnoveno, podílové vlastnictví majetku bylo nově rozděleno do 13 obcí a měst.
- Lesní družstvo Borovná, stará se o 3100 ha lesa, z toho 801 ha v majetku členských obcí. Družstvo s ručením omezením okresu Telčského získalo majetek velkostatku Telč roku 1931 od bývalého vlastníka Leopolda Podstatského Lichtenštejna v rámci 1. pozemkové reformy, zahrnovalo 17 členských obcí. Při revizi 1. pozemkové reformy v letech 1948 a 1949 získalo družstvo navíc les Bažantnici a park v Telči o výměře 74 ha, takže celkový rozsah obhospodařované půdy vzrostl na 1044 ha, z toho bylo 1010 ha lesní půdy. 11. prosince 1955 se změnilo lesní družstvo v Telči na lidové družstvo podle zákona č. 53/1954 Sb. a k 30. červnu 1959 bylo začleněno do Lesního závodu v Telči. Po svolání valné hromady v roce 1990 změnili původní název Lesní družstvo okresu Telčského na Lesní družstvo Borovná. V roce 1996 družstvo převzalo restituované lesy od Lesů ČR.
- Lesní družstvo obcí Přídolí (Přídolí, Mirkovice, Omlenice)
- Lesní družstvo obcí Měřín, založeno v roce 1931 na majetcích velkostatku Brtnice, jehož majitelem byl v té době Manfred Collalto et San Salvatore, na katastrálních územích Arnolec, Chlumek, Černá, Dědkov, Jersín, Nadějov, Stáj a Zhoř. Na základě rozhodnutí Státního pozemkového úřadu v Praze byly pozemky odprodány obcím Černá, Milíkov, Jersín, Kyjov, Arnolec, Chroustov, Stáj, Zhoř u Polné, Nadějov, Měřín, Blízkov-Dědkov, Chlumek, Bohdalov, Německý Rudolec, které za účelem hospodaření byly zavázány vytvořit družstvo. To neslo název Lesní družstvo svazu obcí kontribučenského fondu pro Černou a okolí. V roce 1934 přikoupilo lesní družstvo další pozemky z majetku rodiny Harrachů z Velkého Meziříčí na katastrálních územích Horní Radslavice, Pohořílky u Otína a Pavlínov, čímž se družstvo rozšířilo o obce Uhřínov u Velkého Meziříčí, Horní Radslavice a Pavlínov, sídlo družstva se přemístilo do obce Zhoř u Polné. Po válce se lesní družstvo rozšířilo o obce Jamné a Rybné, které vstoupily do lesního družstva s konfiskovanými pozemky velkostatku rodiny Schiller z Jamného, které dostaly přídělem od státu. V roce 1954 se změnil název lesního družstva na Lesní družstvo ve Zhoři, lidové družstvo, které 17. června 1958 na základě zákona č. 53/1954 Sb. vstoupilo do likvidace a lesy byly zestátněny. V roce 1995 byly lesy vráceny obcím a družstvo obnoveno.
- Lesní družstvo Polná sdružuje 10 obcí. Lesní družstvo bylo založeno v roce 1927 a zakládalo jej 14 obcí v okolí Polné, tehdy obhospodařovalo cca 400 ha lesa. V roce 1959 bylo zestátněno. Obnoveno bylo roku 1995 a hospodaří na 440 ha vlastního lesa, dále na základě smlouvy hospodaří na 154 ha lesa města Polná, na 50 ha obce Věžnice a na 17 ha obce Věžnička.
- Lesní družstvo Osvětimany. V roce 1931 vzniklo z lesů velkostatku Buchlovice v Kyjově Kyjovské lesní družstvo s.r.o., jemuž byl 19. července 1932 změněn název na Lesní družstvo s.r.o. v Osvětimanech. Toto družstvo koupilo od L. Berchtolda při pozemkové reformě dle kupní smlouvy ze 7. března 1932 dosavadní revír Osvětimany a část revíru Moravany. V LD Osvětimany tehdy bylo celkem 31 obcí z okresů Kyjov, Uherské Hradiště a Uherský Ostroh, mimo to také hospodářské družstvo v Kyjově a Moravské kolonizační družstvo v Brně.
- Lesní družstvo ve Štokách, vzniklo při československé pozemkové reformě pro lesy velkostatku Štoky. Členy bylo 27 obcí z okresu Německý Brod, 23 obcí z okresu Štoky a 8 obcí z okresu Humpolec. V roce 1996 byl vrácen základní majetek 1800 ha lesní půdy. Lesy České republiky navracení oddalovaly, a tak se protáhlo až do roku 2005. Z původních necelých 7000 ha obhospodařuje lesní družstvo 4500 ha. Společnost je ve vlastnictví 38 měst a obcí z Kraje Vysočina.
- Lesní družstvo Haluzice (není zřejmé, zda nejde o družstvo fyzických osob)
- Lesní družstvo Zlechov-Tupesy (není zřejmé, koho sdružuje)
- Bouzovské lesy s.r.o., založené 1. května 2012, sdružuje obce Bouzov, Luká, Hvozd a Ludmírov. Hospodaří na lesích bouzovského velkostatku, který do roku 1933 byl v držení Řádu německých rytířů a téhož roku je od státu koupilo založené Severomoravské lesní družstvo. V roce 1939 přešel majetek na Národní pozemkový fond a později pak přešel pod správu SS. Po skončení války bylo družstvo pod národní správou. V roce 1947 se sdružilo 17 obcí (Blažov, Bouzov, Březina, Hvozdečko, Javoříčko, Jeřmaň, Kadeřín, Kovářov, Kozov, Milkov, Obectov, Olešnice, Ospělov, Podolí, Střemeníčko, Svojanov a Vojtěchov) a 31. 7. 1950 byla odvolána národní správa a 18. 3. 1951 vzniklo Lesní družstvo Bouzov. V roce 1959 byl majetek lesního družstva zestátněn. V roce 2002 podali zástupci obcí bývalého lesního družstva žalobu o vydání majetku a po 10 letech soudních sporů byla dne 8. 3. 2012 podstatná část majetku lesního družstva vrácena. Dne 25. 4. 2012 pak vznikla společnost Bouzovské lesy s.r.o., která začala spravovat majetek lesního družstva na výměře 1757 ha. Dne 24. 9. 2014 bylo do majetku LDO Bouzov vydáno dalších 78 ha v k. ú. Ospělov, Milkov a Vojtěchov.

Svazky obcí:
- Obecní lesy Benešovska

Útvary obecních úřadů:
- odbor městské lesy, město Český Brod
- odbor městské lesy, město Litomyšl
- odbor lesního hospodářství města Poličky
- Městské lesy Unhošť, organizační složka města Unhošť zřízená samostatnou zřizovací listinou
- Boží Dar
- Kopřivnice

## Obecné užívání lesa
Ze zákona má každý právo na volný přístup do lesů. 
Vlastníci lesa nesmí svůj les oplotit, s výjimkou lesní školky, ochrany lesních porostů před zvěří, obor nebo farem chovů zvěře.
Orgán státní správy (krajský úřad) může vstup do lesa omezit nebo vyloučit na dobu nejdéle tří měsíců. Platnost opatření může prodloužit, a to i opakovaně.
Každý má právo sbírat v lese pro vlastní potřebu lesní plody a suchou klest. Organizované nebo hromadné sportovní akce lze v lese konat na základě oznámení orgánu státní správy lesů. Pravidla těžby dřeva jsou také regulována.
Zákon o lesích a zákon o ochraně přírody a krajiny zakazují les jakkoli poškozovat. Výslovně se pak nesmí například:
- rušit klid a ticho,
- jezdit a stát s motorovými vozidly,
- tábořit, kouřit a rozdělávat otevřený oheň mimo vyhrazená místa,
- znečišťovat les odpady a odpadky apod.

Dodržování povinností při pobytu v lese může kontrolovat přímo v terénu vlastník lesa, lesní stráž, nebo stráž přírody. Lesní stráž i stráž přírody mají postavení tzv. úřední osoby podle trestního zákoníku. Pokuty ukládá zpravidla obecní úřad obce s rozšířenou působností. Z hlediska ochrany přírody může zasáhnout i Česká inspekce životního prostředí.

## Lesní právo - historie
V dobách vzniku českého státu pokrýval les většinu území a lesy, stejně jako celá země, byly výlučným majetkem knížete, teprve později přecházely donací panovníka některé oblasti země společně s lesy do majetku církevních subjektů nebo šlechty.
Statuta Konrádova, nejstarší známý zákoník českých zemí, nařizovala lesním strážcům, aby tělesně neubližovali lidem v lesích, pokud nebudou kácet stromy: „Mimo to nikdo z těch, kdož hlídají les, nemá nikoho obírat na cestě nebo na tržišti, než ať jej obere tenkráte, když jej najde, jak seká strom.“ Platila se speciální daň z vypásávání lesa dobytkem, tzv. nářez.
Ve 12. až 14. století docházelo v Čechách a na Moravě k intenzivnímu zakládání osad, které sebou neslo rozsáhlé žďáření a klučení lesů. Návrh zákoníku Majestas Carolina věnoval některé pasáže i lesnímu hospodářství, články 49 až 56 byly věnovány ochraně lesa. Vyjadřoval společenského zájmu na zachování lesů a zákaz jejich ničení: „Lesuov našich divné cizím i také krásné shromážděnie netoliko bychom je chtěli rozptýliti, ale také snažnú stráží ode všeho rubánie, leč bychom co komu zvláště dopustili, zachovati mieníme a nepoškwněné věčně je jmieti chtiec, přikazujem, aby žádný hajný náš ani lovčí, ani která jiná osoba žádnu věcí nesměl jich rubati, ani kterého dřeva z těch lesuov vyvésti, ani utratiti, neb prodati, leč toliko súš anebo což by větrem paďo…“
Nejstarším známým přijatým předpisem v oblasti lesního práva je lesní řád (Forstordnung) pro Chebsko z roku 1379, který se zabývá především regulací těžby stavebního dřeva. Další podobné řády a instrukce s platností pro určité panství začaly vznikat v 16. století, například Pardubická instrukce z roku 1513 či Křivoklátské lesní zřízení z roku 1577. Zabezpečením dřeva pro hutě a doly se zabýval Báňský a lesní řád císaře Maxmiliána, vydaný v roce 1568 pro Království české a v roce 1573 pro Uhry. Obsahoval například povinnost vlastníků lesů v okolí dolů dodávat své dřevo přednostně pro potřeby hornictví.
Třícetiletá válka přinesla přerušení snah o obnovu a ochranu lesů, ale zároveň s hospodářským úpadkem skončilo i drancování lesů v okolí skláren, hutí a dalších manufaktur.
K prvním pokusům o úpravu lesního práva došlo za Karla VI. Za Marie Terezie byly vydány lesní řády pro Čechy 5. května 1754 (císařský královský patent pro lesy a dříví), pro Moravu 23. listopadu 1754 a pro Slezsko 24. ledna či 20. března 1756. Ujednocením postupů byla zabezpečena racionální obnova, výchova a ochrana lesa. Na ně navázal patent 250/1852 ř. z., lesní zákon. Rozlišoval mimo jiné hvozdy říšské (státní lesy), lesy obecní a lesy soukromé. Dále rozeznával lesy chráněné a ochranné. Postrádal však jakákoliv ustanovení o hospodářských plánech a těžební regulaci, což řešily některé pozdější zemské zákony, po zániku říše pak československý zákon o prozatímní ochraně lesů č. 82/1918 Sb. z. a n., později nahrazený zákonem č. 37/1928 Sb. z. a n.
Za protektorátu byly v důsledku vládního nařízení č. 178/1940 Sb., o odborné službě lesní, k povinnému sdružení všech lesů, ve kterých se hospodařilo bez odborného hospodáře (do výměry 575 ha) do lesních společenstev. Na území Protektorátu Čechy a Morava se to týkalo 161 460 lesních majetků o celkové výměře 478 151 ha (průměrná výměra byla necelé 3 ha). Vzniklo 74 lesních správ, průměrně připadalo na 1 lesní správu 2180 majetků s celkovou výměrou 6450 ha. Vládní nařízení č. 363/1941 Sb., o provádění holosečí v lesním hospodářství, znamenalo výrazné omezení holosečného způsob hospodaření. Vládní nařízení č. 35/1944 Sb., o zařízení lesů, a prováděcí vyhláška ministerstva zemědělství a lesnictví č. 539/1944 Sb. se týkaly plánovitého hospodaření a vhodné volby dřevin.
Lesní zákon z roku 1852 byl se svými dodatky a doplňky platný v českých zemích a poté v české části Československa až do vydání nového lesního zákona č. 166/1960 Sb., který sjednotil doposud rozdílnou právní úpravu v českých zemích a na Slovensku. Tento pak byl nahrazen zákonem o lesích č. 61/1977 Sb., který poté v České republice nahradil zákon č. 289/1995 Sb.
Lesní zákon z roku 1960 jednoznačné formuloval právo volného vstupu do lesa a sběru lesních plodin a klestí. Lesní zákon z roku 1977 měl sice federální platnost, ale hospodaření v lesích a státní správa lesního hospodářství spadaly do působnosti národních republik, tedy zákon č. 96/1977 Sb., o hospodaření v lesích a státní správě lesního hospodářství, byl pouze zákonem České socialistické republiky.